# Triplaris poeppigiana
Triplaris poeppigiana Wedd. – gatunek rośliny z rodziny rdestowatych (Polygonaceae Juss.). Występuje naturalnie w Peru oraz Boliwii, a według innych źródeł także w Kolumbii, Wenezueli, Gujanie, Ekwadorze oraz Brazylii.

## Morfologia
PokrójWiecznie zielone drzewo lub krzew. Dorasta do 20 cm wysokości. Pokrój jest wąski, kolumnowy. Pień dorasta do 45 cm średnicy.
LiścieMają podłużny kształt. Blaszka liściowa jest całobrzega, o rozwartej lub niemal sercowatej nasadzie i spiczastym wierzchołku.

## Biologia i ekologia
Rośnie za skrajach lasów, zarówno w pierwotnym jak i wtórnym lesie deszczowym. Występuje na wysokości do 1200 m n.p.m., a wyjątkowo nawet do 2500 m n.p.m. Najlepiej rośnie w pełnym nasłonecznieniu. Preferuje wilgotne gleby, na sezonowo zalewanych obszarach. Charakteryzuje się szybkim wzrostem – 2 lata po wysiewie nasion osiąga wysokość 3 m. Drzewo wytwarza odrosty, gdy jest ścięte u podstawy. Jest gatunkiem pionierskim w granicach swojego naturalnego zasięgu występowania.

## Zastosowanie
Gatunek jest używane jako surowiec drzewny. Jego drewno ma barwę od jasnoszaro-brązowej do różowo-brązowej. Drewno bielaste nie różni się od twardzieli. Jego połysk jest umiarkowany. Nie wyróżnia się charakterystycznym zapachem czy smakiem. Jest lekkie, mocne, wytrzymałe i elastyczne. Nie jest odporne na atak grzybów czy gnicie. Suche drewno jest podatne na atak termitów. Jest ono używane do produkcji elementów mebli, skrzyni, płyt pilśniowych i wiórowych. Ponadto drewno jest czasem wykorzystywane na opał.